# Натан Жуніор
Натан Жуніор Соарес де Карвальйо (порт. Nathan Júnior Soares de Carvalho; нар. 10 березня 1989, Ріо-де-Жанейро) — бразильський футболіст, нападник клубу «ПСТК». Виступав за низку бразильських і закордонних клубів, зокрема, за клуб «Сконто», в якому став чемпіоном Латвії та володарем Кубка Латвії, двічі був кращим бомбардиром чемпіонату Латвії.

## Ігрова кар'єра
Натан Жуніор народився 1989 року в місті Ріо-де-Жанейро. Розпочав займатися футболом у юнацькій команді клубу «Фламенго», пізніше перейшов до юнацької команди кіпрського клубу «Анортосіс». У дорослому футболі дебютував 2008 року виступами за латвійську команду «Сконто», проте до основного складу потрапив не відразу, і в цьому ж році на правах оренди перейшов до іншого латвійського клубу «Олімпс». Наступного року повернувся до складу «Сконто», після чого став гравцем основного складу та кращим бомбардиром команди, двічі поспіль у 2010 і 2011 роках став кращим бомбардиром чемпіонату Латвії, та став у складі команди чемпіоном країни та володарем Кубка Латвії.
У 2012 році Натан Жуніор грав у складі австрійської команди «Капфенберг», проте результативністю в новому клубі не відзначився, і в цьому ж році перейшов до грузинського клубу «Діла», де за сезон відзначився 7 забитими м'ячами в 21 проведеному матчі. У 2013—2015 роках бразилець грав у складі російського клубу СКА (Хабаровськ), де також був одним із кращих бомбардирів, забивши 15 голів у 41 проведеному матчі. У 2015—2016 роках Натан Жуніор грав у складі португальської команди «Тондела», де також відзначився високою результативністю, забивши за сезон 13 голів.
У 2016 році бразильський нападник перейшов до саудівського клубу «Аль-Фатех», у якому грав до 2018 року. У 2018 році футболіст перейшов до складу японського клубу «Токусіма Вортіс», проте за короткий час став гравцем португальського клубу другого дивізіону «Пасуш ді Феррейра», де зіграв лише один матч, та в 2020 році перейшов до іншого клубу португальського другого дивізіону «Академіку» (Візеу), де надовго не затримався, і вже в цьому ж році став гравцем грузинського клубу «Самтредія». Наступного року Натан Жуніор грав у складі іншого грузинського клубу «Телаві». У 2022 році футболіст перейшов до бразильського клубу «Солола». З 2023 року Натан Жуніор грає у складі бразильського клубу «ПСТК».

## Титули і досягнення

### Командні
- Чемпіон Латвії(1):

«Сконто»: 2010
- Володар Кубка Латвії (1):

«Сконто»: 2011–2012

### Особисті
- Кращий бомбардир чемпіонату Латвії :2010 (18 голів), 2011 (22 голи)